# CNB e-Sports Club
A CNB e-Sports Club é uma organização de esportes eletrônicos (e-sports) que antigamente possuía equipes competitivas e que hoje atua como uma escola e-learning preparatória para pessoas que querem ingressar na carreira de jogador profissional de esportes eletrônicos ou streamer. Fundada em 2001 como uma equipe de Counter-Strike, a organização é uma das pioneiras em esportes eletrônicos no Brasil e na América do Sul. A CNB é bastante conhecida por sua ex-equipe de League of Legends que foi vice-campeã do CBLoL em três oportunidades: 2013, 2014 e 2016.
Em 2012, durante um "showmatch" que marcou o lançamento do cenário competitivo de League of Legends no Brasil, a CNB foi campeã e venceu a Vince Te Ipsum (vTi) de forma dominante, com todos os seus jogadores sem morrer nenhuma vez na partida.
Uma das organizações profissionais mais antigas do cenário, no final de 2019 a CNB anunciou o fim do seu elenco competitivo de League of Legends, após ser rebaixada pela primeira vez do CBLOL ao Circuito Desafiante. O clube se manifestou sobre a venda da vaga no Circuito Desafiante via nota em 2020.
| “ | Olá, Blumers e amantes dos esports. Nos últimos meses, a CNB vem passando por uma grande reformulação e mudanças de diretrizes, a fim de buscar renovações e inovações para o cenário de esports, sempre mantendo seus valores, essência e missão. Desde sua profissionalização, a CNB implantou em seu DNA, a preocupação de dar oportunidades para gamers amadores se tornarem profissionais, e, assim, realizar o sonho de muitos players de nossa comunidade, algo que sempre foi muito gratificante para todos os envolvidos no clube. | ” |